# Ariela Barer

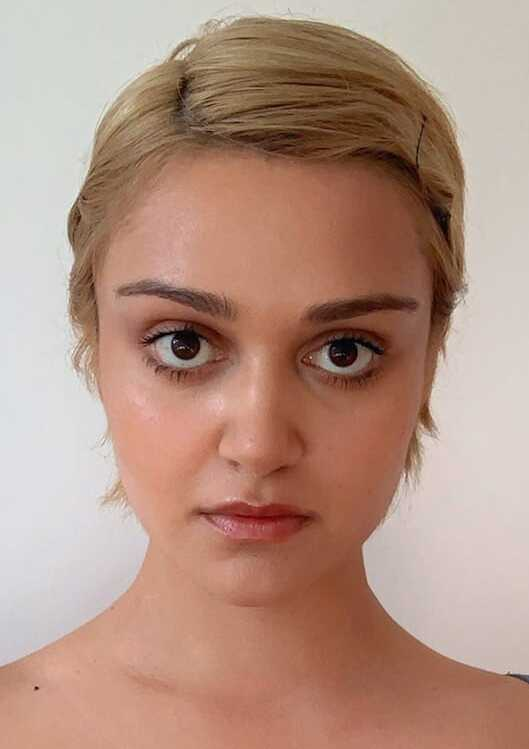
Ariela Barer (2022)

Ariela Barer (* 14. Oktober 1998) ist eine US-amerikanische Schauspielerin.

## Leben
Barers jüdische Eltern wurden beide in Mexiko geboren. Ihre Schwester ist die Schauspielerin Libe Barer. Ariela Barer ist vor allem in Nebenrollen in US-Serien zu sehen. In der Fernsehkomödie King John hatte sie 2013 als Sofi ihre erste Hauptrolle. In der Hulu-Serie Marvel’s Runaways spielte sie von 2017 bis 2019 die Rolle der Gertrude „Gert“ Yorkes.
Sie lebt in Los Angeles. 

## Filmografie (Auswahl)
- 2007: Yo Gabba Gabba! (Fernsehserie, Stimme)
- 2011: An American Girl: Chrissa Stands Strong (Fernsehserie, vier Folgen)
- 2012: New Girl (Fernsehserie, zwei Folgen)
- 2013: King John
- 2015: Liv und Maddie (Liv and Maddie, Fernsehserie, Folge 2x12)
- 2015: Die Thundermans (The Thundermans, Fernsehserie, Folge 3x04)
- 2016: K.C. Undercover (The Thundermans, Fernsehserie, Folge 2x20)
- 2017: One Day at a Time (Fernsehserie, vier Folgen)
- 2017–2018: Atypical (Fernsehserie, sieben Folgen)
- 2017–2019: Marvel’s Runaways (Fernsehserie, 33 Folgen)
- 2018: Ladyworld
- 2018: Love Goes Through Your Mind
- 2020: Grey’s Anatomy (Fernsehserie, eine Folge)
- 2021: The Ultimate Playlist of Noise
- 2021: Rebel (Fernsehserie, zehn Folgen)
- 2021: Saved by the Bell (Fernsehserie, fünf Folgen)
- 2022: How to Blow Up a Pipeline